# ZG 3
Der Zerstörer ZG 3 Hermes war der ehemalige griechische Zerstörer Vasilefs Georgios (griechisch Βασιλεύς Γεώργιος ‚König Georg‘), der von der deutschen Kriegsmarine im Zweiten Weltkrieg erbeutet und wieder in Dienst gestellt wurde.

## Geschichte

### Griechische Marine
Die Vasilefs Georgios wurde, wie auch ihr Schwesterschiff Vasilissa Olga, bei Yarrow Shipbuilders in Glasgow gebaut und war eine modifizierte Version der britischen Zerstörer der G-Klasse. Sie wurde am 15. Februar 1939 von der griechischen Marine als Flaggschiff der Zerstörerflottille in Dienst gestellt und war bei Beginn des Zweiten Weltkriegs das modernste Schiff der griechischen Marine.

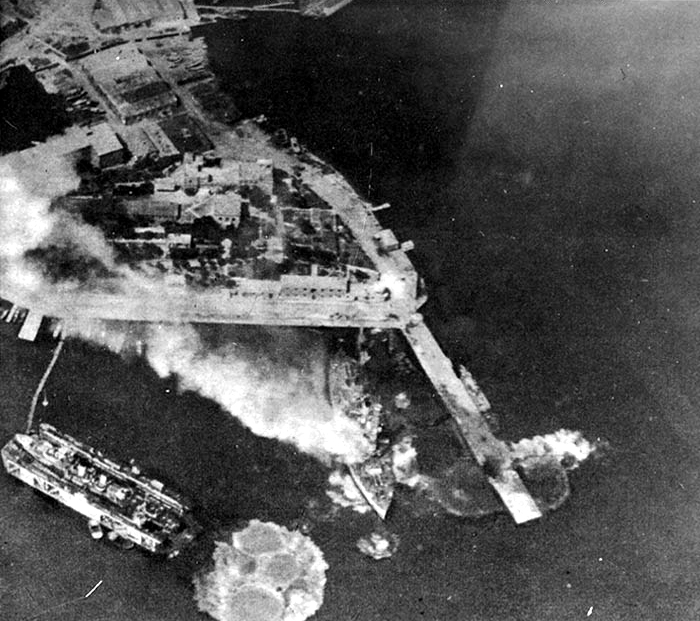
Deutsches Luftbild der griechischen Marinebasis Salamis im April 1941. Die Vasilefs Georgios liegt im gefluteten Schwimmdock (links).

Während des Griechisch-Italienischen Kriegs (Oktober 1940–April 1941) versah sie Geleitschutz für Konvois und nahm am 14./15. November 1940 und am 4./5. Januar 1941 am ersten und dritten der drei griechischen Nachtangriffe gegen italienischen Schiffsverkehr in der Straße von Otranto teil.
Als die deutsche Wehrmacht 1941 Griechenland angriff, wurde das Schiff am 14. April 1941, in der Bucht von Sofiko im Saronischen Golf vor Anker liegend, bei einem deutschen Luftangriff schwer beschädigt. Fregattenkapitän Pyrros Lappas (Πύρρος Λάππας) konnte sein Schiff allerdings noch nach Salamis bringen, wo es ins Schwimmdock ging. Aufgrund der am 23. April erfolgten Kapitulation Griechenlands und der nachfolgenden schnellen Besetzung des Landes durch deutsche und italienische Truppen konnten die Reparaturarbeiten nicht mehr vollendet werden, und das Schiff wurde von den Griechen samt Schwimmdock auf Grund gesetzt.

### Kriegsmarine
Die Deutschen hoben den Zerstörer, machten ihn wieder fahrbereit und stellten ihn am 21. März 1942 als ZG 3 in Dienst. Das Z stand für „Zerstörer“, das G für „Griechenland“. Er wurde dem Marinegruppenkommando Süd bzw. dem Admiral Ägäis unterstellt und war der einzige deutsche Zerstörer im gesamten Mittelmeer. Das Boot operierte 1942 hauptsächlich als Geleitschutz für die Schiffskonvois zwischen Italien und Tunis, die Nachschub für die deutschen und italienischen Truppen in Nordafrika brachten. Am 22. August wurde dem Boot der zusätzliche Name Hermes verliehen.
Am 21. April 1943 konnte die Hermes das sie angreifende britische U-Boot Splendid (40° 30′ 0″ N, 14° 15′ 0″ O) vor Capri versenken. Wenige Tage später, am 30. April 1943, war die Hermes mit dem italienischen Zerstörer Leone Pancaldo wieder nach Tunis unterwegs, als beide von alliierten Bombern angegriffen wurden. Die Leone Pancaldo sank nach schweren Bombentreffern, 156 Mann ihrer 280 Mann starken Besatzung verloren dabei ihr Leben. Die Hermes, deren Überlebende zum großen Teil von dem italienischen Lazarettschiff Aquileia an Bord genommen worden waren, konnte mit Maschinenschaden nach La Goulette geschleppt werden. Am 7. Mai 1943 wurde die Hermes bei der Annäherung von alliierten Truppen in der Hafeneinfahrt von La Goulette als Sperre versenkt. (36° 46′ 0″ N, 10° 21′ 0″ O)

## Kommandanten
| Nr.                | Name                                           | Beginn der Amtszeit | Ende der Amtszeit  | Bemerkungen                                                    |
| Griechische Marine | Griechische Marine                             | Griechische Marine  | Griechische Marine | Griechische Marine                                             |
| ------------------ | ---------------------------------------------- | ------------------- | ------------------ | -------------------------------------------------------------- |
| 1.                 | Fregattenkapitän Pyrros Lappas (Πύρρος Λάππας) | 15. Februar 1939    | 23. April 1941     |                                                                |
| Kriegsmarine       |                                                |                     |                    |                                                                |
| 2.                 | Fregattenkapitän Rolf Johannesson              | 8. Februar 1942     | 25. März 1943      | Erhielt während der Dienstzeit auf dem Schiff das Ritterkreuz. |
| 3.                 | Fregattenkapitän Curt Rechel                   | 25. März 1943       | 7. Mai 1943        | Erhielt während der Dienstzeit auf dem Schiff das Ritterkreuz. |